# Jan Woźniakowski
Jan Stefan Woźniakowski, ps. Czywar (ur. 13 grudnia 1891 w Lublinie, zm. 8 czerwca 1961 w Gliwicach) – żołnierz Pierwszej Kompanii Kadrowej, pułkownik artylerii Wojska Polskiego.

## Życiorys

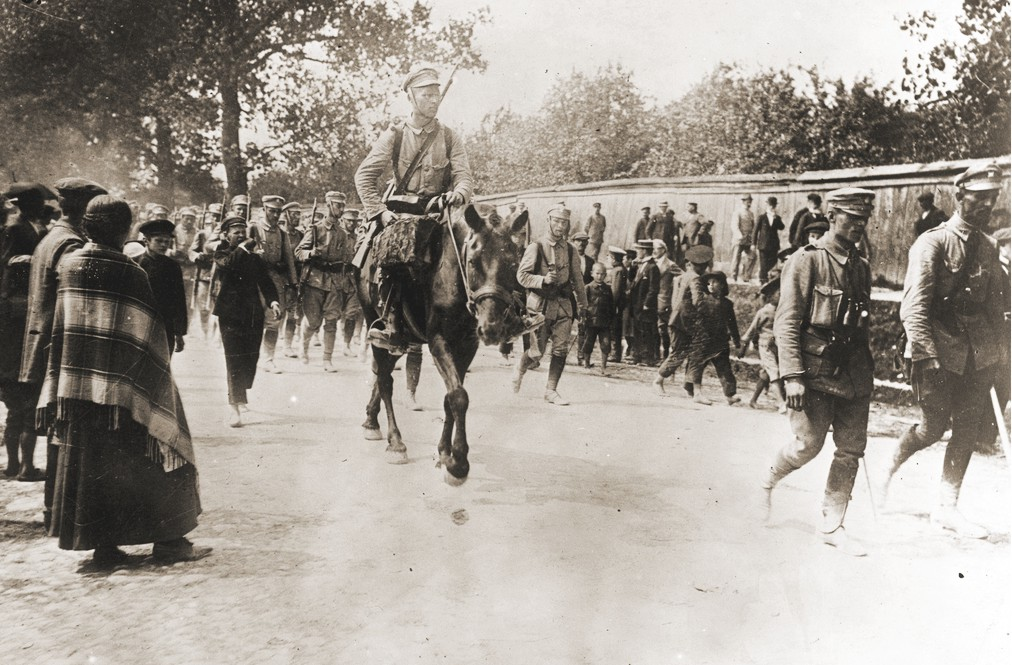
Wkroczenie Pierwszej Kompanii Kadrowej do Kielc 12 sierpnia 1914 roku; Jan Woźniakowski jedzie na koniu

Urodził się w rodzinie Jana i Kamili Antoniny z d. Borzynowska.
Należał do Związku Walki Czynnej, studiował chemię techniczną w Pradze. 6 sierpnia 1914 roku wymaszerował z Oleandrów w składzie IV plutonu Pierwszej Kompanii Kadrowej. Pełnił funkcję łącznika Kazimierza Piątka. Walczył pod Uciskowem, gdzie zachorował na zapalenie płuc. Po wyzdrowieniu należał do służb pomocniczych, następnie w marcu 1915 roku znalazł się w 5 baterii artyleryjskiej. Brał udział w walkach pod Konarami, Tarłowem i Jastkowem, nad Styrem. W wyniku kryzysu przysięgowego internowany w Szczypiornie i Łomży (1917–1918).
Od 1918 w Wojsku Polskim. Uczestnik wojny 1920. Po zakończeniu działań wojennych pozostał w wojsku. W 1923 po ukończeniu Oficerskiej Szkoły Artylerii w stopniu kapitana został przydzielony do 1 pułku artylerii polowej Legionów w Wilnie. W 1924 roku był komendantem składnicy wojennej. W listopadzie 1925 roku został przesunięty na stanowisko dowódcy II dywizjonu, a później na stanowisko kwatermistrza pułku. 1 grudnia 1924 roku został mianowany majorem ze starszeństwem z dniem 15 sierpnia 1924 roku i 84. lokatą w korpusie oficerów artylerii. 5 listopada 1928 roku został przeniesiony macierzyście do kadry oficerów artylerii z równoczesnym przeniesieniem służbowym do komendy placu Lwów na stanowisko pełniącego obowiązki komendanta placu. 27 kwietnia 1929 roku został przeniesiony do 6 pułku artylerii ciężkiej we Lwowie na stanowisko zastępcy dowódcy pułku. 2 grudnia 1930 roku został mianowany podpułkownikiem ze starszeństwem z dniem 1 stycznia 1931 roku i 23. lokatą w korpusie oficerów artylerii. Jesienią 1932 roku został przeniesiony do 10 dywizjonu artylerii konnej w Jarosławiu na stanowisko dowódcy dywizjonu. Od 12 stycznia 1937 roku był dowódcą 22 pułku artylerii lekkiej w Przemyślu. 27 sierpnia 1939 roku objął stanowisko dowódcy artylerii dywizyjnej 22 Dywizji Piechoty Górskiej. 
Na tym stanowisku walczył w kampanii wrześniowej. W czasie walk dostał się do niewoli niemieckiej. Przebywał w Oflagu II C Woldenberg. W grudniu 1945 roku nie został przyjęty do ludowego Wojska Polskiego. Następnie mieszkał w Przemyślu i Gliwicach, gdzie pracował Instytucie Onkologii i Gliwickim Zjednoczeniu Budownictwa Przemysłowego.

## Ordery i odznaczenia
- Krzyż Niepodległości (16 września 1931)[14]
- Krzyż Kawalerski Orderu Odrodzenia Polski (11 listopada 1936)[15]
- Krzyż Walecznych (trzykrotnie)
- Złoty Krzyż Zasługi (dwukrotnie: 18 marca 1932[16], 1938 „za zasługi na polu pracy społecznej”)
- Medal Pamiątkowy za Wojnę 1918–1921[17]
- Medal Dziesięciolecia Odzyskanej Niepodległości[17]
- Krzyż Kampanii Wrześniowej
- Odznaka pamiątkowa „Pierwszej Kompanii Kadrowej”[18]